# Kisvárda FC
El Kisvárda FC es un equipo de fútbol de Hungría que juega en la NB1, la primera división de fútbol en el país.

## Historia
Fue fundado en el año 1911 en la ciudad de Kisvárda con el nombre Kisvárdai SE luego de que los gobernantes de la ciudad inauguraran un campo de fútbol cerca del mercado municipal. El club recibe apoyo de los comerciantes locales sobre todo en los primeros años de existencia del equipo. En los años 1950 cambia su nombre por el de Varda SE.
En la temporada 2013/14 el club cambia su nombre por el de Kisvárda-Master Gold por razones de patrocinio, aunque ese convenio solo duró dos temporadas.
En la temporada 2017/18 el club termina en segundo lugar de la NBII, logrando el ascenso a la primera división nacional por primera vez en su historia. En ese año inauguran el Várkerti Stadion como su nueva sede.

## Palmarés
- NB2: 1

2024/25
- NB3: 1

2014/15

## Participación en competiciones de la UEFA
| Temporada | Torneo                  | Ronda         | Club   | Casa | Visita | Global |
| --------- | ----------------------- | ------------- | ------ | ---- | ------ | ------ |
| 2022-23   | Liga Europa Conferencia | Segunda ronda | Kairat | 1–0  | 1–0    | 2−0    |
| 2022-23   | Liga Europa Conferencia | Tercera ronda | Molde  | 2–1  | 0–3    | 2–4    |